# Erik Haatvedt
Stein Erik Haatvedt (9. marts 1946 – 25. april 2010) var en norsk politiker, som var borgmester i Tinn kommune. Han repræsenterede Arbeiderpartiet, og var borgmester fra 2003 til sin død i 2010.
Rjukan havde været indblandet i en stor omstillingsperiode, og Erik Haatvedt brugte meget tid på at finde løsninger, som kunne give nyt liv til stedet. Blandt andet fik kommunen i fællesskab med Hydro indgået en aftale med Norsk Titanium om at producere titan i Rjukan.
Denne aftale blev der sandsynligt ikke noget af, fordi den offentlige støtte ikke var tilstrækkelig for Hydro. På grund af denne manglende økonomiske støtte truede Haatvedt med at melde sig ud af AP, men han gjorde dog ikke alvor af sin udmelding.